# Oława
Oława là một thị trấn thuộc hạt Oława, tỉnh Silesian Hạ, phía tây nam Ba Lan. Từ năm 1975 - 1998, thị trấn nằm trong tỉnh Warsaw, kể từ năm 1999 đến nay, nó thuộc quyền quản lý của tỉnh Silesian Hạ. Thị trấn có diện tích là 27,34 km². Tính đến năm 2016, dân số của thị trấn là 32.674 người với mật độ 1.194 người/km².

## Lịch sử
Thị trấn Oława còn được biết đến với tên gọi Oloua, được thành lập từ năm 1149. Năm 1234, Oława được trao đặc quyền thị trấn theo luật Magdeburg bởi các công tước của triều đại Piast.
Trong lịch sử, thị trấn Oława đã bị phá hủy hoàn toàn ba lần. Năm 1241, thị trấn bị phá hủy trong cuộc xâm lược của người Mông Cổ ở châu Âu, vào năm 1448 bởi người Hussites và một lần nữa vào năm 1634 trong cuộc Chiến tranh ba mươi năm. Sau khi vua Ba Lan Casimir III từ bỏ quyền của mình đối khu vực Silesian vào năm 1335, đến năm 1806 khu vực này trở thành một phần của Đế chế La Mã. Vào năm 1526, Silesian thuộc chủ quyền của Áo. Năm 1675, sau cái chết của Công tước George IV William Piast của Legnica, cùng với hầu hết khu vực Silesian, thị trấn trở thành một phần của Vương quốc Phổ vào năm 1741.
Oława từng nổi tiếng là nơi trồng cây thuốc lá. Năm 1842, khai trương tuyến đường sắt đầu tiên giữa Oława và Breslau ở Silesian.
Thị trấn Oława không chịu bất kỳ thiệt hại nào trong Chiến tranh thế giới lần thứ nhất, tuy nhiên, trong Chiến tranh thế giới lần thứ hai, khoảng 60% các tòa nhà trong thị trấn đã bị phá hủy. Vào ngày 2 tháng 9 năm 1939, một máy bay ném bom PZL.23 Karaś của Ba Lan đã ném bom vào các nhà máy của Đức nằm trong thị trấn. Cho đến năm 1992, thị trấn Oława trở thành nơi đóng quân của Hồng quân Liên Xô.

## Những nhân vật nổi tiếng xuất thân từ thị trấn
- Adam Wójcik (1970 - 2017) - cầu thủ bóng rổ người Ba Lan
- Szymon Kołecki (sinh năm 1981) - vận động viên cử tạ người Ba Lan, từng giành huy chương vàng tại Thế vận hội Olympic 2008 ở Bắc Kinh
- Janusz Gancarchot (sinh năm 1984) - cầu thủ bóng đá người Ba Lan đang chơi cho Polonia Warszawa.
- Marek Gancarchot (sinh năm 1983) - cầu thủ bóng đá người Ba Lan đang chơi cho Śląsk Wrocław.
- Paweł Mykietyn (sinh năm 1971) - nhà soạn nhạc
- Maciej Bodnar (sinh năm 1985) - vận động viên đua xe đạp chuyên nghiệp

## Liên kết ngoại
- (tiếng Anh) Municipal website Lưu trữ ngày 24 tháng 10 năm 2005 tại Wayback Machine
- Jewish Community in Oława on Virtual Shtetl
- "Ohlau" . New International Encyclopedia. 1905.